# اینا رولدسن
اینا رولدسن (به انگلیسی: Ina Wroldsen) (زاده ۲۹ می ۱۹۸۴) خواننده و ترانه‌سرا نروژی است.